# Мънъфий (град, Калифорния)
Мънъфий (на английски: Menifee) е град в окръг Ривърсайд, щата Калифорния, САЩ. Мънъфий е с население от 67705 жители (10/01/08) и обща площ от km². Намира се на m надморска височина. ЗИП кодовете му са, а телефонният му код е 951.